# Organigramme de programmation
Pour les articles homonymes, voir organigramme.

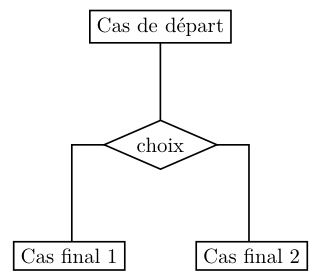
Exemple simple d'organigramme.

Un organigramme de programmation (parfois appelé algorigramme, logigramme ou plus rarement ordinogramme) est une représentation graphique normalisée de l'enchaînement des opérations et des décisions effectuées par un programme d'ordinateur. 

## Typologie
Il existe différents types d'organigrammes, désignés par des néologismes variés :

### Logigramme
Un logigramme est un outil utilisé en Qualité qui permet de visualiser de façon séquentielle et logique les actions à mener et les décisions à prendre pour atteindre un objectif défini. Il permet de décrire complètement une activité. Il est ainsi possible de mettre en évidence les éventuels gaspillages ou non valeur ajoutée, dans une démarche d'amélioration continue.

### Algorigramme
Représentation d'un algorithme de programmation.

### Ordinogramme
C'est un outil graphique qui permet de décrire le fonctionnement d'un système automatisé.

### Grafcet
Un Grafcet est un mode de représentation et d'analyse d'un automatisme, particulièrement bien adapté aux systèmes à évolution séquentielle, c'est-à-dire décomposable en étapes.

## NormeISO
La norme ISO 5807 décrit en détail les différents symboles à utiliser pour représenter un programme informatique de manière normalisée.

## Symboles
L'organigramme de programmation utilise des symboles normalisés représentés ci-dessous :
| Symboles normalisés | Commentaires: |
| ------------------- | --- |
|                     | Les tests ou branchements conditionnels : - l'entrée du test est l'angle du haut ; - la sortie avec le rond est le résultat du test lorsqu'il est faux ; - la sortie sans rond est le résultat du test lorsqu'il est vrai. |
|                     | Mise à disposition d'une information à traiter ou enregistrement d'une information traitée. |
|                     | Appel de sous-programme. |

Le sens par défaut des liens du flux d'exécution est :
- du haut vers le bas pour les liens verticaux ;
- de la gauche vers la droite pour les liens horizontaux.

Lorsque le sens par défaut n'est pas respecté, il est nécessaire de le préciser par une flèche à l'extrémité du lien.

## Les différentes structures de l'organigramme de programmation
| Séquence linéaire                               | Séquence alternative « si…alors…sinon »                                   | Séquence répétitive « tant que…faire… »                    | Séquence répétitive « répéter…jusqu'à… »     |
| ----------------------------------------------- | ------------------------------------------------------------------------- | ---------------------------------------------------------- | -------------------------------------------- |
|                                                 |                                                                           |                                                            |                                              |
| Début - « Traitement 1 » - « Traitement 2 » Fin | Si « condition » - alors « Traitement 1 » - sinon « Traitement 2 » Fin si | Tant que « condition » - faire « traitement » Fin tant que | Répéter « traitement » jusqu'à « condition » |